# Lista de prêmios e indicações recebidos por Big Bang
Esta é uma lista de prêmios e indicações recebidos pelo grupo masculino sul-coreano Big Bang, que consiste em 144 prêmios vencidos de 209 indicações. Após dois meses de sua estreia oficial em 2006, o grupo venceu o prêmio de Rookie do Mês através do single "La La La" no Cyworld Digital Music Awards. No ano seguinte, o Big Bang foi indicado a cinco categorias no Mnet KM Music Festival e venceu duas: Canção do Ano por "Lies" e Melhor Grupo Masculino. Em 2008, o grupo venceu as três categorias em que foi indicado no Seoul Music Awards, incluindo o de Artista do Ano e Gravação do Ano em Lançamento Digital para "Lies". Mais tarde, através de seu segundo álbum de estúdio, Remember (2008), o Big Bang venceu o prêmio de Gravação do Ano no Seoul Music Awards em 2009. Adicionalmente, o grupo realizou sua estreia no mercado de música japonês e venceu o prêmio de Melhor Artista Revelação no Japan Record Awards do mesmo ano.
Em 2011, o Big Bang lançou seu quarto EP coreano intitulado Tonight e mais tarde um álbum de edição especial. Ambos produziram os singles "Tonight" e "Love Song", respectivamente, com o último vencendo os prêmios de  Canção do Mês de Abril do Gaon Chart Awards e de Melhor Vídeo Musical no Mnet Asian Music Awards. No mesmo ano, o grupo também venceu o prêmio de Melhor Artista Global no MTV Europe Music Awards. No ano seguinte, o grupo foi indicado a seis categorias no Mnet Asian Music Awards vencendo três, incluindo o de Artista do Ano, Melhor Grupo Masculino e Anjo Guardião por sua primeira turnê mundial, a Alive Galaxy Tour. Além disso, os singles "Blue" e "Fantastic Baby", retirados de seu quinto EP coreano Alive, receberam o prêmio de Canção do Mês de Fevereiro e Março, respectivamente, no Gaon Chart Awards. Em 2015, o Big Bang tornou-se o artista mais indicado e premiado no Mnet Asian Music Awards, vencendo quatro prêmios de oito indicações, incluindo de Artista do Ano, Melhor Vídeo Musical para "Bae Bae" e Canção do Ano para "Bang Bang Bang", que também venceu o respectivo prêmio no Melon Music Awards. Os singles "Bae Bae" e "Loser" foram premiados nas categorias Canção do Ano e Melhor Canção Pop do Ano, respectivamente, no Korean Music Awards. Além disso, no Gaon Chart Awards, o Big Bang venceu o prêmio de Canção do Mês por quatro meses consecutivos e em 2016, venceu o mesmo prêmio através do single "Fxxk It".
A maior parte dos prêmios do grupo originam-se da Coreia do Sul, como o de Artista do Ano no Mnet Asian Music Awards, onde o quinteto tornou-se o primeiro artista a vencê-lo em três ocasiões, estabelecendo um recorde. Além de suas 87 vitórias em programas de música do país. Contudo, o Big Bang tem recebido ao longo de sua existência, diversos prêmios internacionais e indicações na Ásia, Europa e América do Norte como resultado de seu reconhecimento pelo mundo.

## Prêmios coreanos

### Bugs Music Awards
O Bugs Music Awards é realizado anualmente pelo site de música online Bugs, os vencedores são escolhidos através de um sistema de pontuação geral (downloads + transmissão) e votação online.
| Ano  | Indicado | Prêmio                 | Resultado | Ref.  |
| ---- | -------- | ---------------------- | --------- | ----- |
| 2011 | Big Bang | Melhor Grupo Masculino | Venceu    | [ 1 ] |

### Cyworld Digital Music Awards
O Cyworld Digital Music Awards foi uma premiação estabelecida em 2006 e baseada na parada da rede social Cyworld, que combinou vendas digitais e música de fundo, selecionados por usuários da mesma até o ano de 2012.
| Ano  | Indicado              | Prêmio                    | Resultado | Ref.   |
| ---- | --------------------- | ------------------------- | --------- | ------ |
| 2006 | "La La La"            | Rookie do Mês (Outubro)   | Venceu    | [ 2 ]  |
| 2007 | "Lies"                | Canção do Mês (Agosto)    | Venceu    | [ 3 ]  |
| 2007 | "Lies"                | Canção do Mês (Setembro)  | Venceu    | [ 4 ]  |
| 2007 | "Last Farewell"       | Canção do Mês (Dezembro)  | Venceu    | [ 5 ]  |
| 2008 | "Haru Haru"           | Canção do Mês (Agosto)    | Venceu    | [ 6 ]  |
| 2008 | "Sunset Glow"         | Canção do Mês (Novembro)  | Venceu    | [ 7 ]  |
| 2009 | "Lollipop" (com 2NE1) | Canção do Mês (Abril)     | Venceu    | [ 8 ]  |
| 2009 | "Hallelujah"          | Bonsang                   | Venceu    | [ 9 ]  |
| 2012 | "Blue"                | Canção do Mês (Fevereiro) | Venceu    | [ 10 ] |
| 2012 | "Fantastic Baby"      | Canção do Mês (Março)     | Venceu    | [ 10 ] |

### Gaon Chart Awards
O Gaon Chart Awards é uma premiação anual realizada desde 2012 pela Gaon, que foi estabelecida como a parada oficial da Coreia do Sul em janeiro de 2010.
| Ano  | Indicado                 | Prêmio                                 | Resultado | Ref.   |
| ---- | ------------------------ | -------------------------------------- | --------- | ------ |
| 2011 | "Love Song"              | Canção do Mês (Abril)                  | Venceu    | [ 11 ] |
| 2012 | "Blue"                   | Canção do Mês (Fevereiro)              | Venceu    | [ 12 ] |
| 2012 | "Fantastic Baby"         | Canção do Mês (Março)                  | Venceu    | [ 13 ] |
| 2012 | Alive                    | Álbum do Ano (1º trimestre)            | Venceu    | [ 14 ] |
| 2015 | "Loser"                  | Canção do Mês (Maio)                   | Venceu    | [ 15 ] |
| 2015 | "Bang Bang Bang"         | Canção do Mês (Junho)                  | Venceu    | [ 16 ] |
| 2015 | "If You"                 | Canção do Mês (Julho)                  | Venceu    | [ 17 ] |
| 2015 | "Let's Not Fall in Love" | Canção do Mês (Agosto)                 | Venceu    | [ 18 ] |
| 2015 | Big Bang                 | Yinyuetai Grupo Mais Influente da Ásia | Venceu    | [ 19 ] |
| 2016 | "Fxxk It"                | Canção do Mês (Dezembro)               | Venceu    | [ 20 ] |
| 2016 | "Last Dance"             | Canção do Mês (Dezembro)               | Indicado  | [ 20 ] |
| 2016 | "Girlfriend"             | Canção do Mês (Dezembro)               | Indicado  | [ 20 ] |
| 2016 | Made                     | Álbum do Ano (4° trimestre)            | Indicado  | [ 20 ] |
| 2019 | "Flower Road"            | Canção do Mês (Março)                  | Venceu    | [ 21 ] |

### Golden Disc Awards
O Golden Disc Awards (nomeado anteriormente como Golden Disk Awards) é uma premiação anual estabelecida em 1986 pela Music Industry Association of Korea (MIAK), e premia os destaques do ano anterior na indústria musical.
| Ano  | Indicado      | Prêmio                                     | Resultado | Ref.          |
| ---- | ------------- | ------------------------------------------ | --------- | ------------- |
| 2007 | Big Bang      | Daesang Digital (Gravação do Ano)          | Indicado  | [ 22 ]        |
| 2007 | Big Bang      | Bonsang Digital (TOP 10 Artistas Digitais) | Venceu    | [ 22 ]        |
| 2008 | Big Bang      | Daesang Digital (Gravação do Ano)          | Indicado  | [ 23 ]        |
| 2008 | Big Bang      | Bonsang Digital (TOP 10 Artistas Digitais) | Venceu    | [ 23 ]        |
| 2012 | Big Bang      | Daesang Digital (Gravação do Ano)          | Indicado  | [ 24 ]        |
| 2012 | Big Bang      | Bonsang Digital (TOP 10 Artistas Digitais) | Indicado  | [ 24 ]        |
| 2013 | Big Bang      | Bonsang Digital (TOP 10 Artistas Digitais) | Venceu    | [ 25 ] [ 26 ] |
| 2013 | Big Bang      | Prêmio Internacional MSN                   | Venceu    | [ 25 ] [ 26 ] |
| 2016 | "Loser"       | Escolha dos Fãs Globais                    | Indicado  | [ 27 ] [ 28 ] |
| 2016 | "Loser"       | Daesang Digital (Gravação do Ano)          | Venceu    | [ 27 ] [ 28 ] |
| 2016 | Big Bang      | Bonsang Digital (Top 10 Artistas Digitais) | Venceu    | [ 27 ] [ 28 ] |
| 2016 | Big Bang      | iQiyi Artista Masculino Mundial            | Venceu    | [ 27 ] [ 28 ] |
| 2018 | "Fxxk It"     | Bonsang Digital (Top 10 Artistas Digitais) | Venceu    | [ 29 ]        |
| 2018 | Big Bang      | Artista Popular Global                     | Indicado  | [ 30 ]        |
| 2019 | Big Bang      | NetEase Estrela de K-pop Mais Popular      | Indicado  |               |
| 2019 | Big Bang      | Bonsang Digital por Escolha dos Fãs        | Venceu    | [ 31 ]        |
| 2019 | "Flower Road" | Daesang Digital (Gravação do Ano)          | Indicado  | [ 32 ]        |
| 2019 | "Flower Road" | Bonsang Digital                            | Venceu    | [ 33 ]        |

### Korean Music Awards
O Korean Music Awards teve sua primeira edição em 2004, é uma premiação anual onde seus vencedores são decididos por um grupo de profissionais da indústria.
| Ano  | Indicado  | Prêmio                                                   | Resultado | Ref.   |
| ---- | --------- | -------------------------------------------------------- | --------- | ------ |
| 2008 | Big Bang  | Voto do Internauta para Músico Dance & Eletrônico do Ano | Venceu    | [ 34 ] |
| 2015 | Big Bang  | Artista do Ano                                           | Indicado  | [ 35 ] |
| 2015 | Big Bang  | Voto do Internauta para Grupo Musical do Ano             | Venceu    | [ 35 ] |
| 2015 | "Bae Bae" | Canção do Ano                                            | Venceu    | [ 35 ] |
| 2015 | "Bae Bae" | Melhor Canção de Rap & Hip-Hop                           | Indicado  | [ 35 ] |
| 2015 | "Loser"   | Melhor Canção Pop                                        | Venceu    | [ 35 ] |

### Melon Music Awards
O Melon Music Awards foi estabelecido em 2009 e seu critério para premiar os vencedores, ocorre pelo cálculo de vendas digitais e votação online. O prêmio Daesang (grande prêmio) é equivalente as categorias de Artista do Ano, Canção do Ano e Álbum do Ano. O prêmio Bonsang (prêmio principal) é dado aos 10 melhores artistas, com base nos critérios acima somado a escolha de um grupo de juízes.
| Ano  | Indicado         | Prêmio                                       | Resultado | Ref.   |
| ---- | ---------------- | -------------------------------------------- | --------- | ------ |
| 2011 | Tonight          | Álbum do Ano                                 | Indicado  | [ 36 ] |
| 2011 | Big Bang         | Top 10 Artistas                              | Venceu    | [ 36 ] |
| 2012 | Big Bang         | Top 10 Artistas                              | Venceu    | [ 37 ] |
| 2012 | Alive            | Álbum do Ano                                 | Indicado  | [ 37 ] |
| 2012 | Big Bang         | Artista do Ano                               | Indicado  | [ 37 ] |
| 2012 | "Fantastic Baby" | Canção do Ano                                | Indicado  | [ 37 ] |
| 2012 | "Fantastic Baby" | Prêmio de Estrela Global                     | Indicado  | [ 37 ] |
| 2012 | "Fantastic Baby" | Prêmio Batalha de Popularidade do Internauta | Indicado  | [ 37 ] |
| 2015 | M                | Álbum do Ano                                 | Indicado  | [ 38 ] |
| 2015 | Big Bang         | Artista do Ano                               | Venceu    | [ 38 ] |
| 2015 | Big Bang         | Top 10 Artistas                              | Venceu    | [ 38 ] |
| 2015 | "Bang Bang Bang" | Canção do Ano                                | Venceu    | [ 38 ] |
| 2015 | "Bang Bang Bang" | Prêmio de Popularidade do Internauta         | Venceu    | [ 38 ] |
| 2017 | Big Bang         | Top 10 Artistas                              | Venceu    | [ 39 ] |
| 2017 | Big Bang         | Artista do Ano                               | Indicado  | [ 39 ] |
| 2017 | Big Bang         | Prêmio de Popularidade do Internauta         | Indicado  | [ 39 ] |
| 2017 | Made             | Álbum do Ano                                 | Indicado  | [ 39 ] |
| 2017 | "Fxxk It"        | Canção do Ano                                | Indicado  | [ 39 ] |
| 2018 | Big Bang         | Prêmio de Popularidade do Internauta         | Indicado  | [ 40 ] |
| 2018 | "Flower Road"    | Canção do Ano                                | Indicado  | [ 40 ] |
| 2018 | "Flower Road"    | Melhor R&B/Soul                              | Indicado  | [ 40 ] |

### Melon Popularity Award
| Ano  | Indicado                 | Prêmio                                  | Resultado | Ref.   |
| ---- | ------------------------ | --------------------------------------- | --------- | ------ |
| 2015 | "Loser"                  | Prêmio de Popularidade (11 de maio)     | Venceu    | [ 41 ] |
| 2015 | "Loser"                  | Prêmio de Popularidade (18 de maio)     | Venceu    | [ 41 ] |
| 2015 | "Loser"                  | Prêmio de Popularidade (25 de maio)     | Venceu    | [ 41 ] |
| 2015 | "Loser"                  | Prêmio de Popularidade (1 de junho)     | Venceu    | [ 41 ] |
| 2015 | "Loser"                  | Prêmio de Popularidade (8 de junho)     | Venceu    | [ 41 ] |
| 2015 | "Bang Bang Bang"         | Prêmio de Popularidade (15 de junho)    | Venceu    | [ 42 ] |
| 2015 | "Bang Bang Bang"         | Prêmio de Popularidade (22 de junho)    | Venceu    | [ 42 ] |
| 2015 | "Bang Bang Bang"         | Prêmio de Popularidade (29 de junho)    | Venceu    | [ 42 ] |
| 2015 | "Bang Bang Bang"         | Prêmio de Popularidade (6 de julho)     | Venceu    | [ 42 ] |
| 2015 | "If You"                 | Prêmio de Popularidade (13 de julho)    | Venceu    | [ 42 ] |
| 2015 | "If You"                 | Prêmio de Popularidade (20 de julho)    | Venceu    | [ 42 ] |
| 2015 | "If You"                 | Prêmio de Popularidade (27 de julho)    | Venceu    | [ 42 ] |
| 2015 | "Bang Bang Bang"         | Prêmio de Popularidade (3 de agosto)    | Venceu    | [ 42 ] |
| 2015 | "If You"                 | Prêmio de Popularidade (10 de agosto)   | Venceu    | [ 42 ] |
| 2015 | "Let's Not Fall in Love" | Prêmio de Popularidade (17 de agosto)   | Venceu    | [ 42 ] |
| 2015 | "Let's Not Fall in Love" | Prêmio de Popularidade (24 de agosto)   | Venceu    | [ 42 ] |
| 2016 | "Fxxk It"                | Prêmio de Popularidade (26 de dezembro) | Venceu    | [ 43 ] |
| 2017 | "Fxxk It"                | Prêmio de Popularidade (2 de janeiro)   | Venceu    | [ 43 ] |
| 2017 | "Fxxk It"                | Prêmio de Popularidade (9 de janeiro)   | Venceu    | [ 43 ] |
| 2017 | "Fxxk It"                | Prêmio de Popularidade (16 de janeiro)  | Venceu    | [ 43 ] |
| 2018 | "Flower Road"            | Prêmio de Popularidade (26 de março)    | Venceu    | [ 44 ] |
| 2018 | "Flower Road"            | Prêmio de Popularidade (2 de abril)     | Venceu    | [ 44 ] |

### Mnet Asian Music Awards
O Mnet Asian Music Awards (abreviado como MAMA) e nomeado anteriormente como Mnet KM Music Festival (MKMF) entre os anos de 1999 a 2008, é uma das principais premiações de K-pop. É realizado anualmente pela Mnet. O prêmio Daesang (grande prêmio) é equivalente ao de Artista do Ano, Canção do Ano e Álbum do Ano.
| Ano               | Indicado                                      | Prêmio                           | Resultado     | Ref.          |
| ----------------- | --------------------------------------------- | -------------------------------- | ------------- | ------------- |
| 2006              | "La La La"                                    | Novo Grupo do Ano                | Indicado      | [ 45 ]        |
| 2007              | "Lies"                                        | Melhor Canção de Hip-Hop         | Indicado      | [ 46 ] [ 47 ] |
| 2007              | "Lies"                                        | Canção do Ano                    | Venceu        | [ 46 ] [ 47 ] |
| 2007              | Big Bang                                      | Artista do Ano                   | Indicado      | [ 46 ] [ 47 ] |
| 2007              | Big Bang                                      | Melhor Grupo Masculino           | Venceu        | [ 46 ] [ 47 ] |
| 2007              | Always                                        | Álbum do Ano                     | Indicado      | [ 46 ] [ 47 ] |
| 2008              | "Haru Haru"                                   | Melhor Canção House e Eletrônica | Indicado      | [ 48 ]        |
| 2008              | "Haru Haru"                                   | Canção do Ano                    | Indicado      | [ 48 ]        |
| 2008              | Big Bang                                      | Melhor Grupo Masculino           | Venceu        | [ 49 ]        |
| 2008              | Big Bang                                      | Artista do Ano                   | Venceu        | [ 49 ]        |
| 2009              | Big Bang                                      | Melhor Grupo Masculino           | Indicado      | [ 50 ]        |
| 2011              |                                               |                                  |               |               |
| Big Bang          | Melhor Grupo Masculino                        | Indicado                         | [ 51 ]        |               |
| "Love Song"       | Melhor Vídeo Musical                          | Venceu                           | [ 51 ]        |               |
| "Tonight"         | Melhor Performance de Dança (Grupo Masculino) | Indicado                         | [ 51 ]        |               |
| "Tonight"         | Canção do Ano                                 | Indicado                         | [ 51 ]        |               |
| Tonight           | Álbum do Ano                                  | Indicado                         | [ 51 ]        |               |
| Big Bang          | Artista do Ano                                | Indicado                         | [ 51 ]        |               |
| 2012              |                                               |                                  | [ 51 ]        |               |
| "Fantastic Baby"  | Melhor Grupo Masculino                        | Venceu                           | [ 52 ] [ 53 ] |               |
| "Fantastic Baby"  | Melhor Grupo Masculino Global                 | Indicado                         | [ 52 ] [ 53 ] |               |
| Alive Galaxy Tour | Anjo Guardião                                 | Venceu                           | [ 52 ] [ 53 ] |               |
| "Monster"         | Melhor Vídeo Musical                          | Indicado                         | [ 52 ] [ 53 ] |               |
| Big Bang          | Artista do Ano                                | Venceu                           | [ 52 ] [ 53 ] |               |
| Alive             | Álbum do Ano                                  | Indicado                         | [ 52 ] [ 53 ] |               |
| 2015              |                                               |                                  |               |               |
| "Bang Bang Bang"  | Melhor Performance de Dança (Grupo Masculino) | Indicado                         | [ 54 ]        |               |
| "Bang Bang Bang"  | Canção do Ano                                 | Venceu                           | [ 54 ]        |               |
| "Bae Bae"         | Melhor Vídeo Musical                          | Venceu                           | [ 54 ]        |               |
| A                 | Álbum do Ano                                  | Indicado                         | [ 54 ]        |               |
| Big Bang          | Artista do Ano                                | Venceu                           | [ 54 ]        |               |
| Big Bang          | Melhor Grupo Masculino                        | Indicado                         | [ 54 ]        |               |
| Big Bang          | Weibo - Escolha dos Fãs Globais               | Indicado                         | [ 54 ]        |               |
| Big Bang          | IQiyi - Artista Favorito Mundial              | Venceu                           | [ 54 ]        |               |

### Mnet 20's Choice Awards
O Mnet 20's Choice Awards é uma premiação anual realizada desde 2007 e organizado pela CJ E&M através de sua rede de televisão Mnet.
| Ano  | Indicado   | Prêmio                            | Resultado | Ref.   |
| ---- | ---------- | --------------------------------- | --------- | ------ |
| 2008 | Big Bang   | Músico de Tendência Quente        | Venceu    | [ 55 ] |
| 2009 | "Lollipop" | Estrela Quente de Filme Comercial | Venceu    | [ 56 ] |
| 2011 | Big Bang   | Músico de Tendência Quente        | Indicado  | [ 57 ] |
| 2012 | Big Bang   | Músico de Tendência Quente        | Indicado  | [ 57 ] |

### Seoul Music Awards
O Seoul Music Awards, fundado em 1990 é uma premiação anual estabelecida pelo Sports Seoul, para as realizações de destaque da indústria musical coreana. O prêmio Daesang (grande prêmio) é equivalente a Artista do Ano e o prêmio Bonsang (prêmio principal), é dado aos dez melhores artistas selecionados pelo cálculo de venda de álbuns, votação online e escolha de um grupo de juízes.
| Ano  | Indicado         | Prêmio                                | Resultado | Ref.          |
| ---- | ---------------- | ------------------------------------- | --------- | ------------- |
| 2008 | "Lies"           | Gravação do Ano em Lançamento Digital | Venceu    | [ 58 ] [ 59 ] |
| 2008 | Big Bang         | Bonsang                               | Venceu    | [ 58 ] [ 59 ] |
| 2008 | Big Bang         | Artista do Ano                        | Venceu    | [ 58 ] [ 59 ] |
| 2009 | Remember         | Gravação do Ano                       | Venceu    | [ 60 ]        |
| 2009 | Big Bang         | Bosang                                | Venceu    | [ 60 ]        |
| 2009 | Big Bang         | Prêmio de Popularidade Móvel          | Venceu    | [ 60 ]        |
| 2009 | Big Bang         | Prêmio de Música Elevada              | Venceu    | [ 60 ]        |
| 2012 | "Tonight"        | Bonsang                               | Indicado  | [ 61 ]        |
| 2012 | Big Bang         | Prêmio De Popularidade                | Indicado  | [ 61 ]        |
| 2013 | "Fantastic Baby" | Bonsang                               | Venceu    | [ 62 ]        |
| 2016 | "Bang Bang Bang" | Gravação do Ano em Lançamento Digital | Venceu    | [ 63 ]        |
| 2016 | Big Bang         | Prêmio De Popularidade                | Indicado  | [ 63 ]        |
| 2016 | Big Bang         | Bonsang                               | Venceu    | [ 63 ]        |

### SBS MTV Best of the Best Awards
O SBS MTV Best of the Best Awards é uma premiação realizada pelo canal SBS MTV através de votação online, onde o público elege os melhores artistas do ano.
| Ano  | Indicado | Prêmio                                       | Resultado | Ref.   |
| ---- | -------- | -------------------------------------------- | --------- | ------ |
| 2011 | Big Bang | Prêmio de Top Rival                          | Venceu    | [ 64 ] |
| 2011 | Big Bang | Prêmio de Estrela Global                     | Indicado  | [ 64 ] |
| 2011 | Big Bang | Melhor Grupo Masculino                       | Venceu    | [ 64 ] |
| 2011 | Big Bang | Ídolo Mais Intelectual                       | Venceu    | [ 64 ] |
| 2011 | Big Bang | Melhor Criador de Humor                      | Venceu    | [ 64 ] |
| 2011 | Big Bang | Ídolo para se Convidar para a Festa de Natal | Venceu    | [ 64 ] |

## Prêmios internacionais

### IFPI (Hong Kong Top Sales Music Award)
O IFPI (Hong Kong Top Sales Music Award) é uma premiação realizada aos artistas em reconhecimento oficial as suas vendas em Hong Kong. É suportado pela Federação Internacional da Indústria Fonográfica (IFPI), uma organização que emite certificações em vendas no mundo.
| Ano  | Indicado  | Prêmio                                | Resultado | Ref.   |
| ---- | --------- | ------------------------------------- | --------- | ------ |
| 2015 | "Bae Bae" | Dez Melhores Vendas Digitais Lançadas | Venceu    | [ 65 ] |
| 2016 | "Loser"   | Dez Melhores Vendas Digitais Lançadas | Venceu    | [ 66 ] |

### Japan Gold Disc Award
O Japan Gold Disc Award foi estabelecido em 1987 com o intuito de premiar as vendas de música relacionadas a Recording Industry Association of Japan (RIAJ).
| Ano  | Indicado                                          | Prêmio                            | Resultado | Ref.   |
| ---- | ------------------------------------------------- | --------------------------------- | --------- | ------ |
| 2010 | Big Bang                                          | Melhores 5 Artistas Revelação     | Venceu    | [ 67 ] |
| 2013 | Alive                                             | Melhores 3 Álbuns (Ásia)          | Venceu    | [ 68 ] |
| 2016 | "Bang Bang Bang" (versão coreana)                 | Canção do Ano por Download (Ásia) | Venceu    | [ 69 ] |
| 2017 | Big Bang                                          | Melhor Artista Asiático           | Venceu    | [ 70 ] |
| 2017 | Made Series                                       | Álbum do Ano                      | Venceu    | [ 70 ] |
| 2017 | Made Series                                       | Melhores 3 Álbuns                 | Venceu    | [ 70 ] |
| 2017 | "Bang Bang Bang" (versão japonesa)                | Canção do Ano por Download (Ásia) | Venceu    | [ 70 ] |
| 2017 | "Big Bang 2015 World Tour ～2016 [Made] In Japan" | Melhor Vídeo Musical              | Venceu    | [ 70 ] |
| 2018 | Big Bang                                          | Melhor Artista Asiático           | Venceu    | [ 71 ] |
| 2018 | Made                                              | Melhores 3 Álbuns (Ásia)          | Venceu    | [ 71 ] |
| 2018 | 0.TO.10                                           | Melhor Vídeo Musical (Ásia)       | Venceu    | [ 71 ] |

### Japan Record Awards
O Japan Record Awards desde 1959 premia as realizações de destaque na indústria fonográfica japonesa através da Japan Composer's Association. É uma das premiações mais importantes do país.
| Ano  | Indicado          | Prêmio                        | Resultado | Ref.   |
| ---- | ----------------- | ----------------------------- | --------- | ------ |
| 2009 | Big Bang          | Artista Revelação             | Venceu    | [ 72 ] |
| 2009 | Big Bang          | Melhor Artista Revelação      | Venceu    | [ 72 ] |
| 2010 | "Tell Me Goodbye" | Melhor Canção                 | Venceu    | [ 73 ] |
| 2016 | Big Bang          | Prêmio Especial de Realização | Venceu    | [ 74 ] |

### MTV Video Music Awards Japan
O MTV Video Music Awards Japan é uma cerimônia anual da MTV Japão que desde 2002 premia vídeos musicais.
| Ano  | Indicado          | Prêmio                            | Resultado | Ref.   |
| ---- | ----------------- | --------------------------------- | --------- | ------ |
| 2010 | "Gara Gara Go!!"  | Melhor Vídeo de Artista Revelação | Venceu    | [ 75 ] |
| 2010 | "Koe wo Kikasete" | Melhor Vídeo de Pop               | Venceu    | [ 75 ] |
| 2013 | "Fantastic Baby"  | Melhor Vídeo Dance                | Venceu    | [ 76 ] |

### MTV Europe Music Awards
O MTV Europe Music Awards é uma premiação estabelecida em 1994 pela MTV Europa, a fim de celebrar os artistas, músicas e vídeos musicais mais populares na Europa.
| Ano  | Indicado | Prêmio                 | Resultado | Ref.   |
| ---- | -------- | ---------------------- | --------- | ------ |
| 2011 | Big Bang | Melhor Artista Global  | Venceu    | [ 77 ] |
| 2011 | Big Bang | Melhor Artista da Ásia | Venceu    | [ 77 ] |

### MTV Italian Music Awards
O MTV Italian Music Awards (nomeado anteriormente como MTV Italy TRL Awards entre os anos de 2006 a 2012)  é uma premiação anual da MTV Itália, que celebra o que os espectadores da emissora consideram como o melhor em música, cinema e moda.
| Ano  | Indicado | Prêmio                  | Resultado | Ref.   |
| ---- | -------- | ----------------------- | --------- | ------ |
| 2012 | V.I.P    | Melhor Fã               | Venceu    | [ 78 ] |
| 2016 | Big Bang | Melhor Artista do Mundo | Venceu    | [ 79 ] |

### MYX Music Award
O Myx Music Awards é uma premiação anual filipina, realizada através do canal de televisão a cabo Myx, a fim de premiar os maiores sucessos da indústria da música no país.
| Ano  | Indicado  | Prêmio                  | Resultado | Ref.   |
| ---- | --------- | ----------------------- | --------- | ------ |
| 2012 | "Tonight" | Vídeo de K-Pop Favorito | Indicado  | [ 80 ] |
| 2013 | "Monster" | Vídeo de K-Pop Favorito | Indicado  | [ 81 ] |

### Nickelodeon Kids' Choice Awards
O Nickelodeon Kids' Choice Awards (abreviado como KCA) é uma premiação realizada para homenagear o cinema, televisão e música. Possui diversas edições nos países onde o canal infantil Nickelodeon está estabelecido.
| Ano  | Premiação                             | Indicado | Prêmio                            | Resultado | Ref.   |
| ---- | ------------------------------------- | -------- | --------------------------------- | --------- | ------ |
| 2008 | Nickelodeon Korea Kids' Choice Awards | Big Bang | Melhor Cantor Masculino           | Venceu    | [ 82 ] |
| 2009 | Nickelodeon Korea Kids' Choice Awards | Big Bang | Melhor Artista Masculino          | Venceu    | [ 82 ] |
| 2017 | Nickelodeon Kids' Choice Awards       | Big Bang | Estrela de Música Global Favorita | Indicado  | [ 83 ] |

### QQ Music Awards
O QQ Music Awards é uma premiação estabelecida em 2014 pelo serviço de transmissão de música chinês QQ Music.
| Ano  | Indicado         | Prêmio                           | Resultado | Ref.   |
| ---- | ---------------- | -------------------------------- | --------- | ------ |
| 2015 | Big Bang         | Grupo Estrangeiro Mais Popular   | Venceu    | [ 84 ] |
| 2016 | Big Bang         | Grupo Estrangeiro Mais Popular   | Venceu    | [ 85 ] |
| 2016 | Big Bang         | Melhor Álbum Estrangeiro Vendido | Venceu    | [ 85 ] |
| 2016 | "Bang Bang Bang" | Melhor Vídeo de Música do Ano    | Venceu    | [ 85 ] |

### Singapore E-Awards
O Singapore E-Awards é uma premiação estabelecida pela organização de mídia Singapore Press Holdings Limited (SPH), que homenageia os melhores talentos e artistas que movem a cena de entretenimento da Ásia.
| Ano  | Indicado         | Prêmio                             | Resultado | Ref.   |
| ---- | ---------------- | ---------------------------------- | --------- | ------ |
| 2011 | Big Bang         | Artista Coreano Mais Popular       | Venceu    | [ 86 ] |
| 2012 | Big Bang         | Artista Coreano Mais Popular       | Indicado  | [ 87 ] |
| 2013 | Big Bang         | Artista Coreano Mais Popular       | Indicado  | [ 88 ] |
| 2013 | "Fantastic Baby" | Vídeo Musical Mais Popular (K-pop) | Indicado  | [ 88 ] |

### World Music Awards
O World Music Awards é uma cerimônia de premiação internacional estabelecida em 1989, que homenageia os destaques da indústria musical de todo o mundo, com base em popularidade, números de venda reconhecido pela Federação Internacional da Indústria Fonográfica (IFPI) e votação online.
| Ano  | Indicado          | Prêmio                      | Resultado | Ref.   |
| ---- | ----------------- | --------------------------- | --------- | ------ |
| 2014 | Big Bang          | Melhor Grupo do Mundo       | Venceu    | [ 89 ] |
| 2014 | Alive Galaxy Tour | Melhor Ato ao Vivo do Mundo | Venceu    | [ 89 ] |
| 2014 | "Fantastic Baby"  | Melhor Vídeo do Mundo       | Venceu    | [ 89 ] |

### YouTube Music Awards
O YouTube Music Awards é uma premiação fundada em 2013 pela plataforma de vídeos YouTube, a fim de homenagear os melhores vídeos musicais.
| Ano  | Indicado | Prêmio              | Resultado | Ref.   |
| ---- | -------- | ------------------- | --------- | ------ |
| 2015 | Big Bang | Artista Homenageado | Venceu    | [ 90 ] |

## Outros prêmios
| Ano  | Premiação                                              | Indicado                    | Prêmio                                              | Resultado | Ref.    |
| ---- | ------------------------------------------------------ | --------------------------- | --------------------------------------------------- | --------- | ------- |
| 2007 | MBC Korean Visual Arts Festival                        | Big Bang                    | Prêmio de Cantor Masculino Fotogênico               | Venceu    |         |
| 2007 | Asian Music Extreme Awards 2007                        | Big Bang                    | Melhor Recém-chegado Asiático                       | Venceu    | [ 91 ]  |
| 2007 | Asian Music Extreme Awards 2007                        | Always                      | Melhor Álbum Asiático de Hip-Hop                    | Venceu    | [ 91 ]  |
| 2008 | Style Icon Awards                                      | Big Bang                    | Ato Pop Masculino                                   | Venceu    |         |
| 2008 | Korea Broadcast Award                                  | Big Bang                    | Prêmio de Recém-chegado                             | Venceu    | [ 92 ]  |
| 2009 | Korea PD Awards                                        | Big Bang                    | Prêmio de Melhor Cantor                             | Venceu    |         |
| 2009 | Best Hits Song Festival                                | Big Bang                    | Prêmio Artista de Ouro                              | Venceu    |         |
| 2009 | Japan Cable Broadcasting Award                         | Big Bang                    | Prêmio de Melhor Recém-chegado                      | Venceu    |         |
| 2009 | Ministério da Cultura, Esportes e Turismo              | Big Bang                    | Artista do Ano                                      | Venceu    | [ 93 ]  |
| 2010 | United Nation Asia Pacific Global Tolerance with Music | Big Bang                    | Prêmio de União Global                              | Venceu    | [ 94 ]  |
| 2010 | Japanese Grand Prix du Disque                          | Big Bang                    | Melhor Recém-chegado                                | Venceu    |         |
| 2010 | Space Shower Music Video Awards                        | "Gara Gara Go!!"            | Melhor Vídeo de Coreografia                         | Venceu    | [ 95 ]  |
| 2012 | Warner Music Taiwan                                    | Tonight Special Edition     | Prêmio de Platina                                   | Venceu    | [ 96 ]  |
| 2012 | Warner Music Taiwan                                    | Alive                       | Prêmio de Platina Dupla                             | Venceu    | [ 96 ]  |
| 2012 | Ministério da Cultura, Esportes e Turismo              | Big Bang Extraordinary 20's | Prêmio Digital                                      | Venceu    | [ 97 ]  |
| 2013 | Rhythmer Awards                                        | "Bad Boy"                   | Single de R&B/Soul do Ano                           | Indicado  | [ 98 ]  |
| 2014 | Billboard Fã Army Face-Off                             | V.I.P                       | Embate de Exército de Fãs                           | Venceu    | [ 99 ]  |
| 2015 | Korea SNS Industry Awards                              | Big Bang                    | Prêmio da Agência de Internet & Segurança da Coreia | Venceu    | [ 100 ] |
| 2015 | MTV Iggy                                               | "Bang Bang Bang"            | Canção Internacional do Verão de 2015               | Venceu    | [ 101 ] |
| 2015 | Korea Marketing Awards                                 | Big Bang                    | Grande Prêmio da Divisão de K-Pop                   | Venceu    | [ 102 ] |
| 2015 | KpopStarz Best Of K-Pop Awards                         | "Bang Bang Bang"            | Melhor Canção de K-Pop do Ano                       | Venceu    | [ 103 ] |
| 2015 | KpopStarz Best Of K-Pop Awards                         | "Loser"                     | Melhor Canção de K-Pop do Ano                       | Indicado  | [ 103 ] |
| 2015 | KpopStarz Best Of K-Pop Awards                         | Big Bang                    | Melhor Grupo de K-Pop do Ano                        | Indicado  | [ 103 ] |
| 2015 | SBS PopAsia Awards                                     | "Bang Bang Bang"            | Melhor Canção do Ano                                | Venceu    | [ 104 ] |
| 2015 | Douban Music of the Year                               | Big Bang                    | Top Música de Banda                                 | Venceu    | [ 105 ] |
| 2016 | InStyle Star Icon Awards                               | Big Bang                    | Ícone Quente de 2015                                | Venceu    | [ 106 ] |
| 2016 | KKBox Music Awards                                     | Big Bang                    | Cantor Coreano do Ano                               | Venceu    | [ 107 ] |
| 2016 | KKBox Music Awards                                     | Big Bang                    | Top 10 Artistas do Japão (música japonesa)          | Venceu    | [ 108 ] |
| 2016 | RTHK International Pop Awards                          | E                           | Álbum Coreano Mais Vendido                          | Venceu    | [ 109 ] |
| 2016 | RTHK International Pop Awards                          | "Bang Bang Bang"            | Top Dez Canções Internacionais de Ouro              | Venceu    | [ 109 ] |
| 2016 | RTHK International Pop Awards                          | Big Bang                    | Top Grupo/Banda                                     | Venceu    | [ 109 ] |
| 2016 | Douban Music of the Year                               | Made                        | Top Álbum Pop Coreano                               | Venceu    | [ 110 ] |
| 2016 | Douban Music of the Year                               | Big Bang                    | Top Música de Banda                                 | Venceu    | [ 110 ] |
| 2016 | Abilu Music Awards                                     | Made                        | Álbum Internacional Anual - Japonês / Coreano       | Venceu    | [ 111 ] |
| 2017 | RTHK International Pop Awards                          | Made                        | O Álbum Mais Vendido                                | Venceu    | [ 112 ] |
| 2017 | Douban Music of the Year                               | Made                        | Álbum de Melhor Classificação                       | Venceu    | [ 113 ] |
| 2017 | Douban Music of the Year                               | Made                        | Top Álbum Pop Coreano                               | Venceu    | [ 113 ] |
| 2017 | Douban Music of the Year                               | Big Bang                    | Top Artista Coreano                                 | Venceu    | [ 113 ] |
| 2017 | Global V Live Awards                                   | Big Bang                    | Top 10 Artista Global                               | Venceu    | [ 114 ] |
| 2018 | Global V Live Awards                                   | Big Bang                    | Top 10 Artista Global                               | Venceu    | [ 115 ] |
| 2018 | MTV Millennial Awards                                  | Big Bang                    | Revolução K-Pop                                     | Indicado  | [ 116 ] |
| 2018 | MTV Millennial Awards (Brasil)                         | Big Bang                    | Explosão K-Pop                                      | Indicado  | [ 117 ] |

## Vitórias em programas de música
Os programas de música da Coreia do Sul, são transmitidos semanalmente pelas emissoras de televisão do país e possuem um sistema próprio para premiar o artista e seu single como os vencedores da semana. Para receber uma tríplice coroa o single deve vencer durante um período de três semanas.

### InkigayodaSBS
O Big Bang já venceu o primeiro lugar por trinta vezes e recebeu oito tríplices coroas. Atualmente detêm o recorde de maior vencedor e o que possui mais tríplices coroas na história do programa.
| Ano  | Data           | Canção                   |
| ---- | -------------- | ------------------------ |
| 2007 | 9 de setembro  | "Lies"                   |
| 2007 | 16 de dezembro | "Last Farewell"          |
| 2007 | 23 de dezembro | "Last Farewell"          |
| 2008 | 13 de janeiro  | "Last Farewell"          |
| 2008 | 24 de agosto   | "Haru Haru"              |
| 2008 | 31 de agosto   | "Haru Haru"              |
| 2008 | 7 de setembro  | "Haru Haru"              |
| 2008 | 30 de novembro | "Sunset Glow"            |
| 2008 | 7 de novembro  | "Sunset Glow"            |
| 2008 | 14 de novembro | "Sunset Glow"            |
| 2011 | 6 de março     | "Tonight"                |
| 2011 | 13 de março    | "Tonight"                |
| 2011 | 20 de março    | "Tonight"                |
| 2011 | 17 de abril    | "Love Song"              |
| 2011 | 24 de abril    | "Love Song"              |
| 2011 | 1 de maio      | "Love Song"              |
| 2012 | 11 de março    | "Blue"                   |
| 2012 | 18 de março    | "Blue"                   |
| 2012 | 25 de março    | "Blue"                   |
| 2015 | 10 de maio     | "Loser"                  |
| 2015 | 17 de maio     | "Loser"                  |
| 2015 | 24 de maio     | "Loser"                  |
| 2015 | 14 de junho    | "Bang Bang Bang"         |
| 2015 | 28 de junho    | "Bang Bang Bang"         |
| 2015 | 12 de julho    | "Sober"                  |
| 2015 | 16 de agosto   | "Let's Not Fall in Love" |
| 2015 | 23 de agosto   | "Let's Not Fall in Love" |
| 2016 | 25 de dezembro | "Fxxk It"                |
| 2017 | 1 de janeiro   | "Fxxk It"                |
| 2017 | 8 de janeiro   | "Fxxk It"                |

### M! CountdowndaMnet
O Big Bang já venceu o primeiro lugar por 23 vezes e recebeu três tríplices coroas. Atualmente, detêm o recorde de maior vencedor do programa.
| Ano  | Data           | Canção           |
| ---- | -------------- | ---------------- |
| 2007 | 27 de setembro | "Lies"           |
| 2007 | 25 de outubro  | "Last Farewell"  |
| 2008 | 17 de janeiro  | "Last Farewell"  |
| 2008 | 28 de agosto   | "Haru Haru"      |
| 2008 | 4 de setembro  | "Haru Haru"      |
| 2008 | 11 de setembro | "Haru Haru"      |
| 2008 | 25 de setembro | "Haru Haru"      |
| 2008 | 4 de dezembro  | "Sunset Glow"    |
| 2011 | 3 de março     | "Tonight"        |
| 2011 | 10 de março    | "Tonight"        |
| 2011 | 17 de março    | "Tonight"        |
| 2011 | 28 de abril    | "Love Song"      |
| 2012 | 8 de março     | "Blue"           |
| 2012 | 15 de março    | "Fantastic Baby" |
| 2012 | 22 de março    | "Fantastic Baby" |
| 2015 | 14 de maio     | "Loser"          |
| 2015 | 21 de maio     | "Loser"          |
| 2015 | 11 de junho    | "Bang Bang Bang" |
| 2015 | 25 de junho    | "Bang Bang Bang" |
| 2015 | 9 de julho     | "Sober"          |
| 2015 | 20 de agosto   | "Zutter"         |
| 2016 | 22 de dezembro | "Fxxk It"        |
| 2017 | 5 de janeiro   | "Fxxk It"        |
| 2017 | 12 de janeiro  | "Fxxk It"        |

### Music BankdaKBS
O Big Bang já venceu o primeiro lugar por 27 vezes. Atualmente, detêm o recorde de maior vencedor do programa entre os grupos masculinos.
| Ano  | Data           | Canção                   |
| ---- | -------------- | ------------------------ |
| 2007 | 7 de setembro  | "Lies"                   |
| 2007 | 5 de outubro   | "Lies"                   |
| 2007 | 12 de outubro  | "Lies"                   |
| 2007 | 14 de dezembro | "Last Farewell"          |
| 2007 | 21 de dezembro | "Last Farewell"          |
| 2008 | 11 de janeiro  | "Last Farewell"          |
| 2008 | 1 de fevereiro | "Last Farewell"          |
| 2008 | 22 de agosto   | "Haru Haru"              |
| 2008 | 5 de setembro  | "Haru Haru"              |
| 2008 | 12 de setembro | "Haru Haru"              |
| 2008 | 19 de setembro | "Haru Haru"              |
| 2008 | 26 de setembro | "Haru Haru"              |
| 2008 | 21 de novembro | "Sunset Glow"            |
| 2008 | 26 de dezembro | "Sunset Glow"            |
| 2008 | 12 de setembro | "Sunset Glow"            |
| 2011 | 4 de março     | "Tonight"                |
| 2011 | 11 de março    | "Tonight"                |
| 2011 | 18 de março    | "Tonight"                |
| 2011 | 22 de abril    | "Love Song"              |
| 2012 | 6 de março     | "Blue"                   |
| 2012 | 16 de março    | "Blue"                   |
| 2015 | 15 de maio     | "Loser"                  |
| 2015 | 22 de maio     | "Loser"                  |
| 2015 | 21 de agosto   | "Let's Not Fall in Love" |
| 2016 | 23 de dezembro | "Last Dance"             |
| 2017 | 13 de janeiro  | "Fxxk It"                |
| 2017 | 20 de janeiro  | "Fxxk It"                |

### Music on TopdaJTBC
O Big Bang venceu uma vez durante toda a história do programa, que parou de ser transmitido em 2012.
| Ano  | Data        | Canção |
| ---- | ----------- | ------ |
| 2012 | 14 de março | "Blue" |

### Show! Music CoredaMBC
O Big Bang já venceu o primeiro lugar por cinco vezes, todas elas no ano de 2015.
| Ano  | Data         | Canção                   |
| ---- | ------------ | ------------------------ |
| 2015 | 9 de maio    | "Loser"                  |
| 2015 | 16 de maio   | "Loser"                  |
| 2015 | 11 de julho  | "Sober"                  |
| 2015 | 15 de agosto | "Let's Not Fall In Love" |
| 2015 | 22 de agosto | "Let's Not Fall In Love" |

### Show Championda MBC Music
| Ano  | Data       | Canção  |
| ---- | ---------- | ------- |
| 2015 | 20 de maio | "Loser" |

## Prêmios individuais
- G-Dragon
- T.O.P
- Taeyang
- Seungri